# Morpho michaeli
Morpho michaeli är en fjärilsart som beskrevs av Johannes Karl Max Röber 1929. Morpho michaeli ingår i släktet Morpho och familjen praktfjärilar. Inga underarter finns listade i Catalogue of Life.